# Sergei Ottowitsch Frank

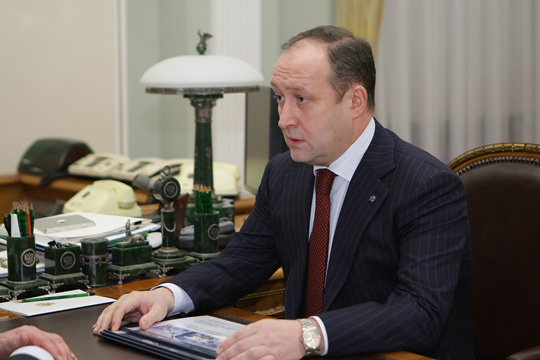
Sergei Frank (2009)

Sergei Ottowitsch Frank (russisch Сергей Оттович Франк; * 13. August 1960 in Nowosibirsk) ist ein russischer Politiker und Manager.

## Leben
Frank war von 1998 bis 2004 Verkehrsminister Russlands und ist seither Geschäftsführer der Sowkomflot.